# Grzegorz Krychowiak
Grzegorz Krychowiak (Gryfice, 29 januari 1990) is een Pools voetballer die doorgaans als defensieve middenvelder speelt. Hij speelt voor Al-Shabab in Saodie-Arabië, gehuurd van Krasnodar. Krychowiak debuteerde in 2011 in het Pools voetbalelftal.

## Clubcarrière
Krychowiak speelde voor verschillende Poolse clubs tot Girondins Bordeaux hem op zestienjarige leeftijd scoutte bij Arka Gdynia en opnam in de jeugdopleiding. De club verhuurde hem op 26 november 2009 aan het op dat moment in de Championnat National spelende Stade Reims. Daarmee speelde hij een jaar later eveneens op huurbasis in de Ligue 2. Bordeaux verhuurde Krychowiak op 17 november 2011 opnieuw, ditmaal voor de rest van het seizoen aan FC Nantes, dan ook actief in de Ligue 2. Voor Bordeaux zelf speelde hij uiteindelijk in vier seizoenen twee wedstrijden in de Ligue 1. Krychowiak tekende in juni 2012 een driejarig contract bij het toen net naar de Ligue 1 gepromoveerde Stade Reims, Hiervoor speelde hij daarna in twee seizoenen zeventig duels op het hoogste niveau.
Krychowiak maakte in juli 2014 een overstap naar Sevilla FC, dat vierenhalf miljoen euro voor hem betaalde aan Reims. Hij maakte op 23 augustus 2014 zijn officiële debuut in de Primera División, tegen Valencia CF. Een jaar later won hij zijn eerste prijs met de club uit Andalusië, de Europa League 2014/15. De finale hiervan vond plaats in Warschau, in zijn thuisland. Tijdens de met 3-2 gewonnen eindstrijd tegen Dnipro Dnipropetrovsk maakte hij zelf de 1-1. Krychowiak won een jaar later met Sevilla ook de Europa League 2015/16.
Krychowiak tekende in juli 2016 een contract tot medio 2016 bij Paris Saint-Germain, de kampioen van Frankrijk in de voorgaande vier seizoenen. Dat betaalde circa €40.000.000,- voor hem aan Sevilla. Hierdoor bleef hij spelen onder coach Unai Emery, die de voorgaande twee seizoenen ook zijn coach was in Spanje en een maand eerder werd aangesteld in Parijs.

## Clubstatistieken
| Seizoen     | Club                   | Competitie     | Competitie | Competitie | Competitie | Beker | Beker | Beker | Europa | Europa | Europa | Totaal | Totaal | Totaal |
| Seizoen     | Club                   | Competitie     | Wed.       | Dlp.       | Ast.       | Wed.  | Dlp.  | Ast.  | Wed.   | Dlp.   | Ast.   | Wed.   | Dlp.   | Ast.   |
| ----------- | ---------------------- | -------------- | ---------- | ---------- | ---------- | ----- | ----- | ----- | ------ | ------ | ------ | ------ | ------ | ------ |
| 2009/10     | Girondins Bordeaux     | Ligue 1        | 0          | 0          | 0          | 0     | 0     | 0     | 0      | 0      | 0      | 0      | 0      | 0      |
| Club Totaal | Club Totaal            | Club Totaal    | 0          | 0          | 0          | 0     | 0     | 0     | 0      | 0      | 0      | 0      | 0      | 0      |
| 2010/11     | → Stade Reims          | Ligue 1        | 35         | 2          | 1          | 5     | 0     | 0     | -      | -      | -      | 40     | 2      | 1      |
| Club Totaal | Club Totaal            | Club Totaal    | 35         | 2          | 1          | 5     | 0     | 0     | 0      | 0      | 0      | 40     | 2      | 1      |
| 2011/12     | Girondins Bordeaux     | Ligue 1        | 2          | 0          | 0          | 0     | 0     | 0     | 0      | 0      | 0      | 2      | 0      | 0      |
| Club Totaal | Club Totaal            | Club Totaal    | 2          | 0          | 0          | 0     | 0     | 0     | 0      | 0      | 0      | 2      | 0      | 0      |
| 2011/12     | → FC Nantes            | Ligue 2        | 21         | 0          | 0          | 0     | 0     | 0     | -      | -      | -      | 21     | 0      | 0      |
| Club Totaal | Club Totaal            | Club Totaal    | 21         | 0          | 0          | 0     | 0     | 0     | 0      | 0      | 0      | 21     | 0      | 0      |
| 2012/13     | Stade Reims            | Ligue 1        | 35         | 4          | 1          | 1     | 0     | 0     | -      | -      | -      | 36     | 4      | 1      |
| 2013/14     | Stade Reims            | Ligue 1        | 35         | 4          | 1          | 1     | 0     | 0     | -      | -      | -      | 36     | 4      | 1      |
| Club Totaal | Club Totaal            | Club Totaal    | 105        | 10         | 3          | 7     | 0     | 0     | 0      | 0      | 0      | 112    | 10     | 3      |
| 2014/15     | Sevilla                | La Liga        | 32         | 2          | 1          | 2     | 0     | 0     | 14     | 2      | 0      | 48     | 4      | 1      |
| 2015/16     | Sevilla                | La Liga        | 26         | 0          | 2          | 3     | 1     | 0     | 13     | 0      | 3      | 42     | 1      | 5      |
| Club Totaal | Club Totaal            | Club Totaal    | 58         | 2          | 3          | 5     | 1     | 0     | 27     | 2      | 3      | 90     | 5      | 6      |
| 2016/17     | Paris Saint-Germain    | Ligue 1        | 11         | 0          | 0          | 2     | 0     | 0     | 6      | 0      | 0      | 19     | 0      | 0      |
| Club Totaal | Club Totaal            | Club Totaal    | 11         | 0          | 0          | 2     | 0     | 0     | 6      | 0      | 0      | 19     | 0      | 0      |
| 2017/18     | → West Bromwich Albion | Premier League | 27         | 0          | 2          | 4     | 0     | 1     | -      | -      | -      | 31     | 0      | 3      |
| Club Totaal | Club Totaal            | Club Totaal    | 27         | 0          | 2          | 4     | 0     | 1     | 0      | 0      | 0      | 31     | 0      | 3      |
| 2018/19     | → Lokomotiv Moskou     | Premier Liga   | 27         | 2          | 4          | 6     | 0     | 0     | 6      | 0      | 1      | 39     | 2      | 5      |
| 2019/20     | Lokomotiv Moskou       | Premier Liga   | 26         | 9          | 4          | 1     | 0     | 1     | 6      | 1      | 0      | 33     | 10     | 5      |
| 2020/21     | Lokomotiv Moskou       | Premier Liga   | 26         | 9          | 3          | 5     | 2     | 1     | 4      | 0      | 0      | 35     | 11     | 4      |
| 2021/22     | Lokomotiv Moskou       | Premier Liga   | 1          | 0          | 1          | 1     | 0     | 0     | 0      | 0      | 0      | 2      | 0      | 1      |
| Club Totaal | Club Totaal            | Club Totaal    | 80         | 20         | 12         | 13    | 2     | 2     | 16     | 1      | 1      | 109    | 23     | 15     |
| 2021/22     | FK Krasnodar           | Premier Liga   | 14         | 4          | 2          | 1     | 1     | 0     | -      | -      | -      | 15     | 5      | 2      |
| Club Totaal | Club Totaal            | Club Totaal    | 14         | 4          | 2          | 1     | 1     | 0     | 0      | 0      | 0      | 15     | 5      | 2      |
| TOTAAL      | TOTAAL                 | TOTAAL         | 318        | 36         | 22         | 32    | 4     | 3     | 49     | 3      | 4      | 399    | 43     | 29     |

## Interlandcarrière

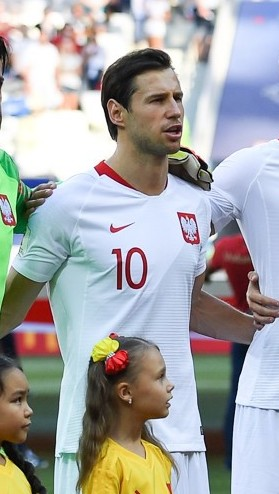
Krychowiak met Polen op het WK Voetbal 2018

Krychowiak nam met het Pools voetbalelftal onder 20 deel aan het wereldkampioenschap -20 in 2007, dat plaatsvond in Canada. Hij maakte op dat toernooi uit een vrije trap een doelpunt tegen Brazilië. Op 14 september 2008 maakte hij zijn debuut in het Pools voetbalelftal in een vriendschappelijke wedstrijd tegen Servië (1–0 winst). Drie minuten na het enige doelpunt verving hij Antoni Łukasiewicz. Sindsdien was hij een vaste kracht in het nationaal elftal; op 14 november 2014 maakte hij zijn eerste interlanddoelpunt tegen Georgië in het kwalificatietoernooi voor het Europees kampioenschap voetbal 2016. In het laatste kwalificatieduel, gespeeld op 11 oktober 2015 tegen Ierland, was Krychowiak opnieuw trefzeker. Na dertien minuten opende hij de score, waarna Robert Lewandowski drie minuten voor rust de wedstrijd besliste. Polen won met 2–1 en kwalificeerde zich zodoende voor het Europees kampioenschap in Frankrijk. Polen werd in de kwartfinale van het EK na strafschoppen uitgeschakeld door Portugal (1–1, 3–5). Jakub Błaszczykowski was de enige speler die miste. Krychowiak werd in juni 2018 door bondscoach Adam Nawałka opgenomen in de selectie van Polen voor het wereldkampioenschap in Rusland. Zijn toenmalige teamgenoten Ali Gabr, Ahmed Hegazy (beiden Egypte) en Nacer Chadli (België) waren eveneens actief op het toernooi. Krychowiak maakte ook deel uit van de EK-selectie van Polen op het EK 2020, dat in 2021 gespeeld werd. Polen kwam hier echter niet verder dan de poulefase.

## Erelijst
| Competitie             |         |                  |         |         |
| Competitie             | Aantal  | Jaren            |         |         |
| Sevilla                | Sevilla | Sevilla          | Sevilla | Sevilla |
| ---------------------- | ------- | ---------------- | ------- | ------- |
| UEFA Europa League     | 2×      | 2014/15, 2015/16 |         |         |
| Paris Saint-Germain    |         |                  |         |         |
| Coupe de France        | 1×      | 2016/17          |         |         |
| Lokomotiv Moskou       |         |                  |         |         |
| Russische voetbalbeker | 1×      | 2019             |         |         |
| Russische supercup     | 1×      | 2019/20          |         |         |